# Faux semis
Le faux semis est une technique culturale qui se pratique avant le semis proprement dit et qui est destinée à réduire la pression des mauvaises herbes sur la culture à venir. Cette technique permet de réduire le stock de graines du sol.

## Technique
Le faux semis consiste à préparer un futur semis par un travail superficiel du sol entre 1 et 5 cm de profondeur, comme pour un semis, ce qui favorise la germination des graines présentes dans la couche superficielle du sol. Ce travail se réalise soit directement après la récolte (déchaumage), soit après un labour.
La deuxième phase consiste, dès que les graines de mauvaises herbes ont germé, à détruire les plantules, par des moyens mécaniques ou à l'aide d'herbicides, avant de réaliser le semis ou la plantation définitive.
Le faux semis peut être répété plusieurs fois avant le semis si nécessaire et si les conditions le permettent.

## Conditions de réussite
Le faux semis se réalise après la récolte et avant le semis de la culture successive. La réussite de cette technique suppose de disposer d'un délai de 3 à 4 semaines avant le semis pour laisser le temps de la levée des mauvaise herbes, ainsi que des conditions climatiques, température et humidité, favorables.
La levée des mauvaises herbes est aussi conditionnée par leur caractéristique de dormance, dont la durée est très variable d'une espèce à l'autre.

## Destruction du faux semis
Il existe différents moyens de destruction :
- désherbage mécanique : cela consiste à détruire les adventices levées aux moyens d'outils tels que la herse étrille. Celle-ci ne travaille qu’en surface, ce qui permet de ne pas remonter les graines adventices.
- désherbage thermique : consiste à provoquer un choc thermique de manière à faire éclater les cellules végétales des plantes, sans toutefois les brûler. On peut associer le désherbage thermique au désherbage mécanique.
- désherbage chimique : on utilise alors un herbicide total, le plus utilisé étant le glyphosate.

On privilégie les moyens mécaniques et thermiques dans un souci de respect de l’environnement.

## Avantages
La réalisation d'un faux semis permet :
- de lutter contre les ravageurs et les maladies. En effet, cette technique contribue à la destruction des abris et des œufs des ravageurs ;
- de lutter contre les adventices grâce à une forte diminution du nombre potentiel d'adventices germées ;
- un meilleur respect de l'environnement, car en détruisant un grand nombre de mauvaises herbes avant le semis de la culture souhaitée, on diminue l'utilisation future d'herbicides. Cela n'est évidemment le cas que lorsque le moyen de destruction des adventices n'est pas chimique (herbicide). Cependant, le désherbage mécanique et thermique consomme de l'énergie fossile ce qui a aussi un impact sur l'environnement.

## Inconvénients
Cette technique peut également entraîner certains inconvénients : 
- on doit préparer le sol longtemps avant l'implantation de la culture ;
- elle nécessite des conditions climatiques favorables à la germination (températures douces, précipitations, etc.) ;
- elle nécessite des passages supplémentaires d'engins mécanisés, et donc la consommation de carburant et des risques de compaction accrus ;
- elle peut nécessiter de retarder la date du semis.